# Đinh Đạo
Đinh Đạo (chữ Hán: 丁導, 1845 - 1866), bản danh Nguyễn Phúc Ưng Phúc (阮福膺福), là một hoàng thân nhà Nguyễn trong lịch sử Việt Nam, mục tiêu tôn phù của Loạn Chày Vôi năm 1866 chống lại người chú là vua Tự Đức và kết cục bị xử tử cùng với cả gia đình.

## Tiểu sử
Nguyễn Phúc Ưng Phúc là hoàng trưởng tôn của vua Thiệu Trị, con trai cả của An Phong công Nguyễn Phúc Hồng Bảo, mẹ sinh là Trần Thị Thụy. Ông chào đời vào mùa thu năm 1845, tức năm thứ tư đời Thiệu Trị. Khi đó hoàng tộc triều Nguyễn được chứng kiến niềm vui Ngũ thế đồng đường (từ Thái hoàng Thái hậu Trần Thị Đang cho đến Ưng Phúc là năm đời), vì thế nhà vua rất hân hoan về việc này. Theo lệ cũ, hoàng tôn ba tuổi trở lên mới được chi lương, nhưng nhờ cớ ấy mà Ưng Phúc được cấp lương ngay từ khi mới sinh ra. Sau đó ông được đưa đến cung Từ Thọ cho Thái hoàng Thái hậu chăm sóc, tuy nhiên đến năm sau (1846) thì bà qua đời.
Hoàng tử Hồng Bảo là con trai lớn nhất của vua Thiệu Trị, từng được nhận mệnh trấn giữ kinh thành khi vua ra Bắc nhận sắc phong của nhà Thanh, và nhiều lần thay mặt nhà vua đứng đàn tế Nam giao, nên tưởng chừng nắm chắc ngôi vị Thái tử. Tuy nhiên khi vua Thiệu Trị băng hà vào ngày 4 tháng 10 năm 1847 thì tờ di chiếu để lại xác định người kế vị lại là vị hoàng tử thứ hai, Phúc Tuy công Hồng Nhậm, tức là vua Tự Đức. Hồng Bảo không tin đây là ý vua cha mà do Trương Đăng Quế bày mưu, nên quyết chí báo thù người gây ra và tìm cách giành lại ngôi báu. Tuy nhiên cả hai lần khởi sự của ông đều không thành. Năm 1854, Hồng Bảo bị tước khỏi tông tịch, đổi sang họ mẹ là Đinh Bảo, giam cầm trong ngục thất rồi tự tử mà chết. Con trai, con gái của ông đều bị xóa tên khỏi sổ tông thất và cũng đổi ra họ Đinh.
Năm thứ 14 Tự Đức (1861), vì Đinh Đạo đã tới tuổi trưởng thành, nhà vua ban lệnh cấp thêm cho tiền, gạo cho cả gia đình ông gồm mười ba người theo thứ bậc. Sau lại có lệnh xây dựng nhà vườn cho Đinh Đạo, sai cùng với các em là Đinh Tự, Đinh Tương, Đinh Chuyên cùng dời đến cùng ở với nhau, mỗi tháng được cấp tiền gạo (Đinh Đạo mỗi tháng mười quan, bọn Đinh Tự tiền tám quan, gạo mỗi người đều một phương) và các vật hạng cần dùng; lại cấp cho sách vở bút mực, sai Tế tửu Tư nghiệp đi lại dạy bảo; phái cho một người đội trưởng và mười người lính ở đấy giúp việc và dò xét, không cho tự tiện làm bậy, lại sinh tội lệ.
Năm thứ 18 Tự Đức (1865), vua nghe tin Đinh Đạo có con nuôi giấu ở nhà người khác, sai người dò hỏi và giao xuống cho ba nha tra xét. Kết quả điều tra cho thấy, Đinh Đạo từ lúc trước bị giam, có tư thông với Nguyễn Thị Đẻ là em gái Phò mã Nguyễn Đình Tứ, chồng của Xuân Lai công chúa Nhu Nghi là con gái thứ 44 của vua Minh Mạng, rồi sau sinh ra một người con gái đã được ba tuổi. Vua sai đưa đến cùng ở với Đạo và từ nay trở về sau, có sinh nở nữa, cùng là các em Đinh Đạo có lấy vợ lấy chồng, phải bẩm báo tra xét và đăng vào sổ. Đình Tứ cùng người mẹ không biết dạy bảo, đều bị tội phạt trượng. Khi ấy thị vệ và đường quan viên biền ở Tôn nhân, Đô sát, bộ Binh không biết trích phát, đốc sức, đều bị giáng chức.
Tháng 4 năm đó, cải táng mộ của Đinh Bảo và sai quan đến tế. Phủ thần Thừa Thiên xin đem bọn Đinh Đạo 4 người tới trước mộ thăm viếng cúng tế, để cho biết tình thân của cha con, tức là biết nghĩa lớn của vua tôi. Vua y cho.
Tháng 8, phò mã Nguyễn Đình Tứ và công chúa Nhu Nghi đến nhà của Đinh Đạo thăm em gái là Nguyễn Thị Đẻ đang bị ốm. Việc bị phát giác, vua nghi ngờ có ý giao thông gì đó, chuẩn cho Đình Tứ bị cách bỏ chức hàm, mà công chúa Nhu Nghi bị phạt bổng hai năm. Vì việc này, các quan ở phủ Thừa Thiên đề nghị tăng cường canh phòng đề phòng bất trắc, vua xuống dụ rằng
Đó là một kẻ tội nhân mà thôi, không biết yên phận, nghe lời người ta nói mà lay động rối bời, điên cuồng càn rỡ. Nếu đức tốt che đậy được lỗi của cha, có đức hiền như tiên thánh vương, thì cũng như Thái Trọng; đâu có người đã có tội với tôn miếu Xã Tắc, mà lại ngấp nghé địa vị không phải phận mình. Để cho họ đi lại như thế rất đáng lo, không phải là kế để yên xã tắc. Vậy xếp đặt thế nào, để được yên ổn lâu dài, các đại thần vì ta nghĩ giúp, nên cắt đứt lại không cắt đứt, để lại làm loạn, như việc Vũ Tập đáng làm gương, tới bấy giờ ân tình và pháp luật đều bị đau thương cả.
Phủ Tôn nhân bàn là nên thắt cổ giết ngay, đình thần bàn nên đổi thành trảm giam hậu (dự định chém nhưng còn giam lại chờ phúc thẩm). Vua bảo lời bàn của các hoàng thân khí tàn nhẫn quá, rất uổng phụ cái ơn nuôi dạy của trẫm từ trước đến nay; lời bàn của các đại thần, cũng đã châm chước đó, nhưng chưa được phải cả. Đình thần lại xin chia ghép ba người em về quê mẹ, nghiêm ngặt quản thúc, phủ Thừa Thiên mỗi tháng phải kiểm điểm ba lần. Vua lại sai Nội các và Khoa đạo cùng duyệt bàn lại, đều cho là phải. Lại đem hỏi viên Phủ doãn là Nguyễn Văn Tường. Văn Tường xin chia ghép các người em đến những nơi gần tỉnh Thừa Thiên, Quảng Nam, Quảng Bình, mỗi tháng xem xét tình hình, tư vào Mật viện để đề phòng sự trễ nải. Vua xuống dụ rằng
Chỉ vì có "ngũ đại đồng đường" muốn cho hả lòng thánh từ, ý ta ở đó, ngoài ra không có gì khác, chỉ những người hiếu sự không rõ thôi. Chuẩn cho giam bọn Đinh Đạo bốn người ở trại quân phủ nha Thừa Thiên.
Tháng 8 năm 1866, có người dân gian dối là Đoàn Hữu Trưng, con rể của Tùng Thiện công Nguyễn Phúc Miên Thẩm, nhân vì việc xây dựng lăng Vạn Niên cực nhọc mà xúi những người thợ nổi dậy chống lại triều đình, muốn tôn lập vua khác, vì thế bọn chúng tìm đến Đinh Đạo. Được Hữu quân Tôn Thất Cúc làm nội ứng, thêm trụ trì chùa Long Quang là Nguyễn Văn Quý, ngầm ở chùa Pháp Vân, chiêu dụ bè đảng chế tạo khí giới cờ súng, suất đội là Bùi Văn Liệu, Nguyễn Văn Đệ, Hồ Văn Sự, Nguyễn Văn Quý, Đội trưởng là Lê Chí Trực, sư ở chùa là Nguyễn Văn Viên và Nguyễn Văn Lý, người làng Dã Lê là Nguyễn Văn Vũ, lính Vũ lâm là Lê Văn Tể, đều là bè lũ bí mật.
Ngày mồng 8 tháng ấy, Tôn Thất Cúc vào túc trực, lũ tên Trưng cầm cờ, giáo, trói đổng biện là Thống chế Nguyễn Văn Xa nói dối rằng:
Vâng sắc bãi bỏ công việc, đem quân về thành, phù lập Đinh Đạo, ngày mai làm lễ mừng, ban thưởng cho, ai trái lệnh thì đem chém.
Bọn Trưng chia làm ba đạo thừa lúc canh năm bắn súng, các cửa hoàng thành ở Kinh thành đều mở theo cửa chính nam đi vào, hai đạo quân tiền và trung sấn vào cửa Ngọ Môn, chia nhau đến các trại Cẩm y và Kim ngô thu lấy khí giới. Tôn Thất Cúc từ cửa lớn cũng đi ra gặp quân phản loạn thì dẫn cho bọn họ vào cung, phá cửa đến nhà Duyệt thị, Chưởng vệ quyền Chưởng dinh Long võ là Hồ Oai rút về điện Càn Thành chống cự, đó cũng là nơi vua đang ngủ. Oai cố sức chống giữ cánh cửa, bị chém đứt tai bên phải. Nhưng sự cố gắng của ông này đã cứu tính mạng của vua. Bởi ngay sau đó, quân tiếp viện của Nguyễn Thịnh cùng với Cai đội là Trần Đức Lý thêm các quân đội Thị vệ, Cẩn tín, Túc trực, đều đã xuất hiện cứu giá.
Đoàn Hữu Trưng thấy không bắt được vua Tự Đức, bèn đem khoảng năm, sáu trăm người xếp hàng ở sân điện Thái Hoà, gọi đội Loan giá đem kiệu ra đón Đinh Đạo, kiệu ra đến cửa nửa đường, Hồ Oai quát lùi lại, những người thợ thấy vậy sợ hãi đều bỏ chạy. Cuối cùng quân triều đình thắng, bọn Đoàn Hữu Trưng đều bị bắt cả. Vụ khởi loạn này được sử sách gọi là Loạn Chày Vôi.
Các hoàng thân đứng đầu là Thọ Xuân công Nguyễn Phúc Miên Định, đều xin giết Đinh Đạo. Vua bảo rằng
Lòng ta nếu không thể giải tỏ với mọi người còn có thể giải tỏ với muôn đời, vì sự yêu ghét đã thiên lệnh, không thể bắt ép giống nhau được, từ xưa có nhiều việc như thế, nhưng lòng tự hỏi lòng, không chút thẹn riêng, trẫm từ trước đến nay, thương giấu, cho nên trái với lời nói mọi người, để đến có việc ngày nay, thực là khổ tâm vô hạn, nay không thể thôi được nghĩ đến xã tắc, không thể không theo lời các thân công và quan đại thần, làm ơn không đầy đủ, vẫn tự thấy thiếu, nhưng trừ kẻ ác cốt phải kỳ hết, nên quả quyết thì quả quyết, trẫm chịu tiếng hung ác tàn nhẫn, mà trừ hết mầm ác không để lo cho người sau, lũ tiểu nhân có mượn cớ cho là để giữ kế lâu dài, việc phải hay trái đã có công luận, không phải vua tôi ta có dụng tâm.
Bèn sai đem bọn Đinh Đạo cả mẹ và vợ, cùng con trai, con gái cộng là tám người, đều phải thắt cổ ngay cho toàn vẹn mình và đầu, cấp cho quan quách vải lụa để chôn. Dòng dõi Hồng Bảo vì thế cũng tuyệt tự.